# Adolfo Félix Loustaunau
Adolfo Félix Loustaunau (Hermosillo, Sonora, 27 de noviembre de 1926-21 de febrero de 2022) fue un médico de la frontera Norte de México que trabajó en mejorar la situación de los inmigrantes mexicanos y proteger sus derechos básicos de salud.

## Biografía
Nació el 27 de noviembre de 1926 en Hermosillo, Sonora, aunque vivió la mayor parte de su infancia en Magdalena, municipio del mismo estado mexicano. Estudió la preparatoria y la carrera en la ciudad de Guadalajara, Jalisco. Recién egresado, se mudó a Nueva Orleans y posteriormente entra a la residencia en Chicago, ciudad en la que vivió de 1952 a 1953 y donde conoció a su esposa Bárbara, recibida de enfermera en 1957, originaria del estado de Indiana e hija de Louis Swansons y Maybelle Murphy. 
Regresó a su ciudad natal en Hermosillo, Sonora, donde laboró como Médico Cirujano y Director del Hospital del Instituto Mexicano del Seguro Social, durante veintiocho años. Debido a su trabajo que desarrolló como funcionario del IMSS (Instituto Mexicano del Seguro Social) en el año de 1995, se coloca una placa al Hospital General Zona 2 IMSS, Hermosillo con su nombre en homenaje a su trayectoria.

## Trayectoria
Terminó su ejercicio de la medicina como cirujano activo a finales del siglo XX para dedicarse por completo a ser un lazo entre la frontera de Estados Unidos y México. 
Durante más de veinte años trabajó en la Secretaría de Salud y al lado de su esposa, que estuvo integrada en la Universidad de Arizona en el área de salud participaron en diversos programas que abogaban por los derechos de los inmigrantes de recibir una adecuada atención médica.
A su retiro del Seguro Social en 1989, es invitado por Ernie Schloss, administrador del University Medical Center, a participar en el programa de inmigrantes que sufrían accidentes al cruzar la frontera entre Sonora-Arizona. Los inmigrantes que sufren algún tipo de accidentes, son hospitalizados y difícilmente son reconocidos por alguno de sus familiares. A través de los acuerdos que logró, hubo avances considerables  ante esta situación. Por ejemplo, en Nogales y Agua Prieta no existía un área de cuidados intensivos pero se logró un donativo para los hospitales de estas dos ciudades, de parte de una de las ramas de las embajadas de Estados Unidos en México.

## Premios y reconocimientos
- Presidente del Patronato del Hospital Oncológico del Estado de Sonora.[5]
- Miembro del Consejo Mexicano de Cirugía General, desde 1978.
- Médico Adjunto del servicio de Cirugía del Centro Médico de la Universidad de Arizona, en la Cd. de Tucson, 1992 a la fecha.
- Miembro de la Asociación Mexicana de Cirugía General de 1994 a la fecha.
- Nominado por el C. Gobernador del Estado, Lic. Manlio Fabio Beltrones Rivera y aprobado como Miembro por el Congreso del Estado, para la Comisión Estatal de los Derechos Humanos, de 1992 a 1997.[6]
- Reconocimiento de la Comisión Sonora-Arizona por su labor social entre ambos estados. 1995.[7]
- Rreconocimiento por parte del American College of Surgeons, por su labor académica para México, Centroamérica y el Caribe, con el Curso del Manejo del Paciente con Cáncer.[1]
- Se pone el nombre del Dr. Adolfo Félix L. y se coloca placa, al Hospital Regional No.2 del IMSS en la Cd. de Hermosillo, Sonora.[8]